# Myllyoja (vattendrag i Norra Österbotten)
Myllyoja är ett vattendrag i Finland.   Det ligger i landskapet Norra Österbotten, i den centrala delen av landet, 500 km norr om huvudstaden Helsingfors.